# Hugo van Salins

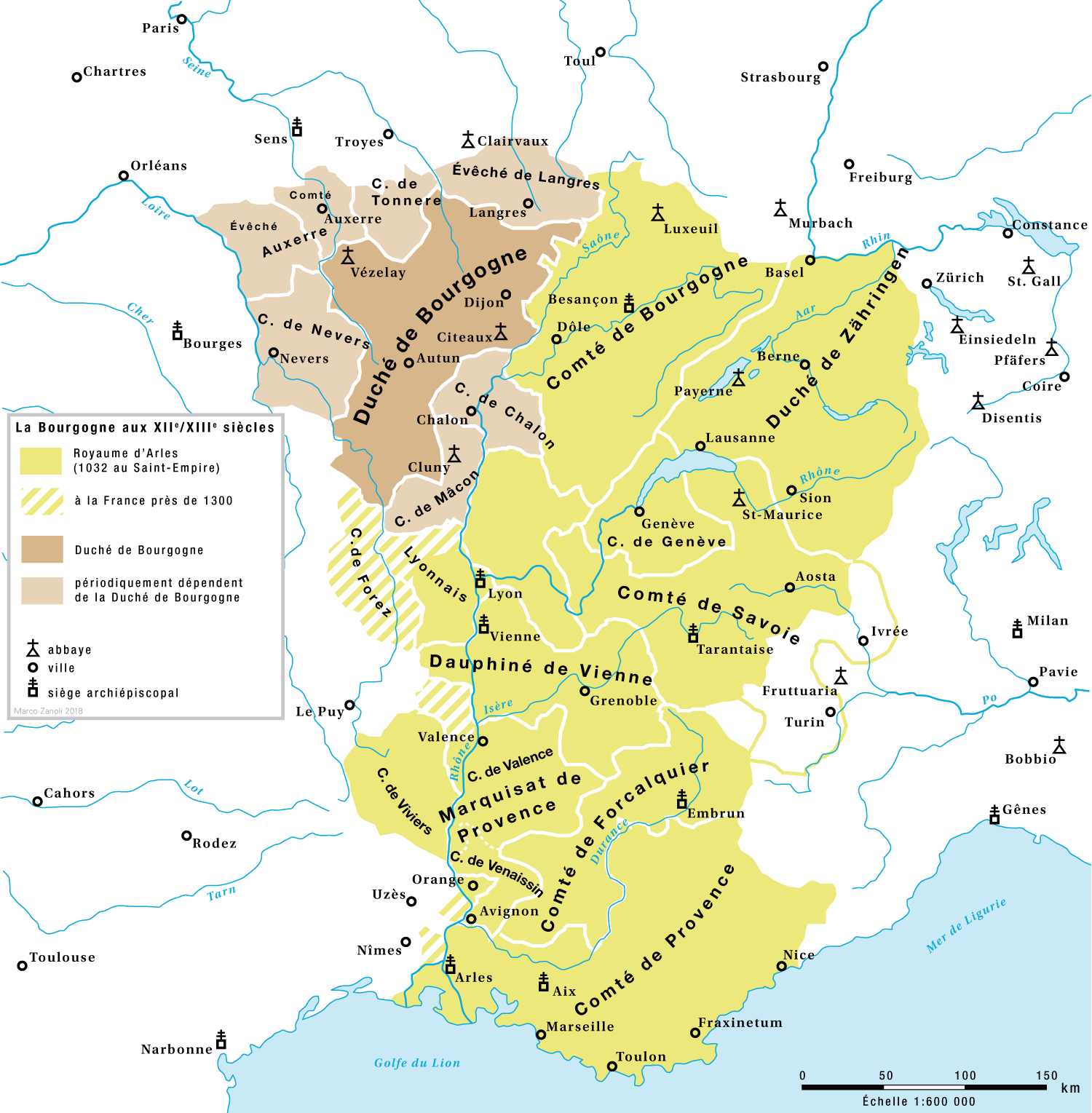
Koninkrijk Bourgondië in het groen, dat onder gezag kwam van de Rooms-Duitse keizer (1032)

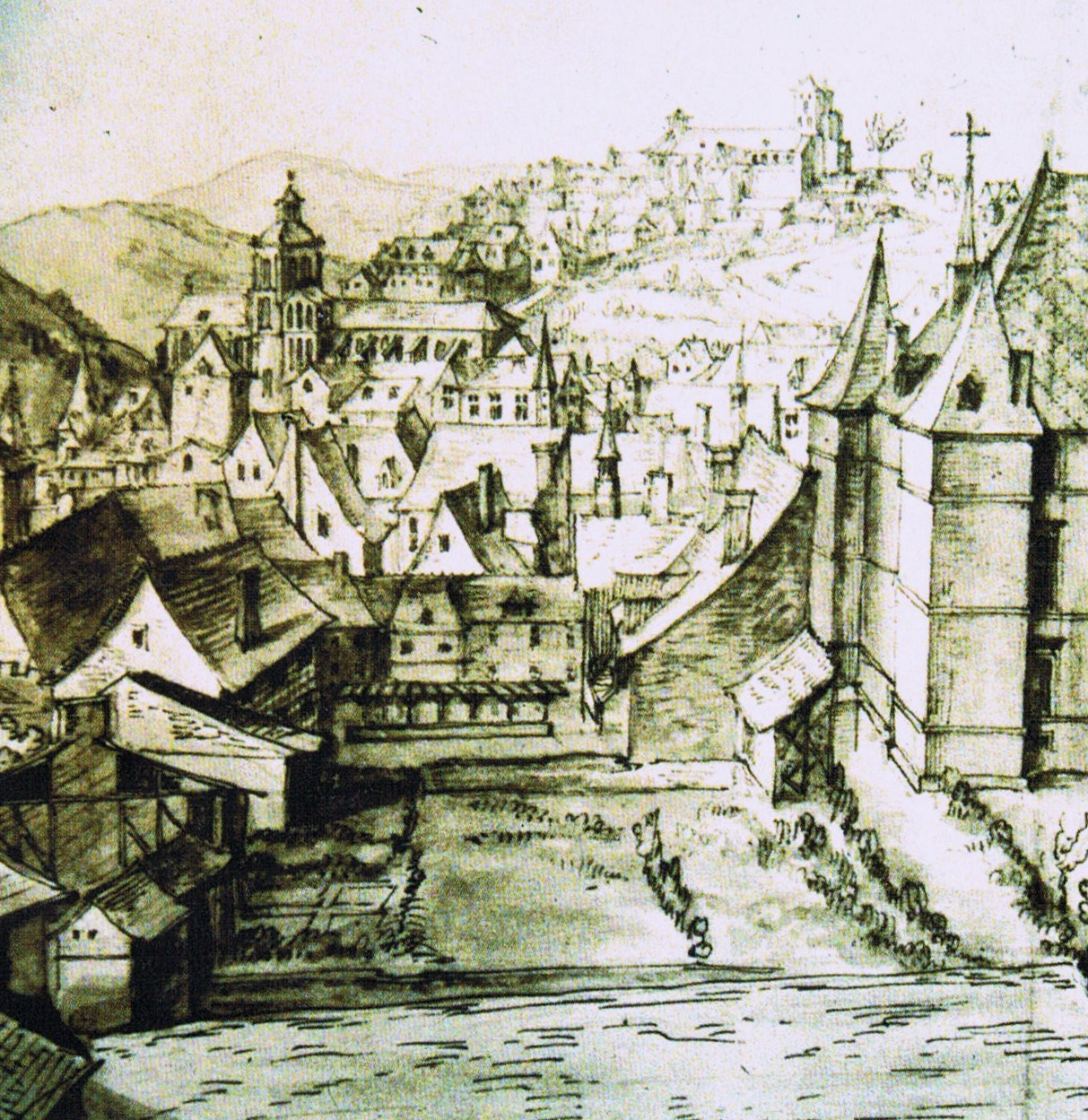
Twee kathedralen in Besançon. In de benedenstad: de kathedraal Saint-Jean. In de bovenstad: de Sint-Stefaanskathedraal.

Hugo I van Salins (Bracon, circa 1005 – Besançon, 27 juli 1066) was aartsbisschop van Besançon (1031-1067) in het vrijgraafschap Bourgondië. Hij was de eerste graaf-aartsbisschop van Besançon (vanaf 1043), later prins-aartsbisschop genoemd, en kanselier van het (Duits) koninkrijk Bourgondië.
Hij leefde in de periode dat de keizer van het Heilige Roomse Rijk het vrijgraafschap voortaan direct bestuurde en zich, in titel, koning van Bourgondië liet noemen (vanaf 1032). Hugo van Salins steunde concreet de politiek van keizer Hendrik III om in de grote steden rijksbisschoppen te installeren.
Hij werd geroemd als een van de grootste kerkvorsten die Besançon gekend heeft: “een zeer nobele, zeer dierbare en eerbiedwaardige kerkvorst”.

## Levensloop
Hugo was geboren in Bracon en groeide op in Salins-les-Bains. Zowel zijn vader als zijn broer waren heer van Salins, een rijke handelsstad in het (vrij)graafschap Bourgondië. Hugo ging in de leer als geestelijke bij zijn naaste verwante, aartsbisschop Gauthier van Besançon. Tevens was hij kapelaan bij Rudolf III, de laatste Bourgondische koning van het Huis Auxerre en laatste Karolinger in Bourgondië.
In 1031 verkoos het kapittel van de kathedraal Saint-Jean van Besançon hem tot opvolger van zijn dooppeter, Gauthier. Het politieke landschap in het graafschap Bourgondië was volledig veranderd door de erfopvolgingsstrijd in het koninkrijk Bourgondië. Keizer Koenraad II had zowel militair als politiek gewonnen in de erfeniskwestie van de kinderloze Rudolf III van Bourgondië. De rol van lokale edelen in Bourgondië was hiermee uitgespeeld. Hugo van Salins, zelf afkomstig van lokale edelen, koos de kant van de nieuwe Duitse koning, Hendrik III (vanaf 1028). Hendrik III was de opvolger van keizer Koenraad II (vanaf 1046) en was in titel koning van (Duits) Bourgondië (vanaf 1032).

### Prins-aartsbisschop
Zijn politieke carrière begon in de jaren 1042-1043. In 1042 vergaderde de Rijksdag van het Heilige Roomse Rijk in Besançon. In 1043 vierde koning Hendrik III zijn verloving met Agnes van Poitou in Besançon. Nog in 1043 beleende Hendrik III aartsbisschop Hugo met grafelijke rechten over de stad Besançon. Hugo werd hiermee de eerste graaf-bisschop van Besançon, met juridische autonomie die los stond van de graaf van Bourgondië. Hugo kreeg de bestuursrechten over de stad, het administratief gezag en fiscale rechten. Hij had het recht een muntatelier op te richten in Besançon en kreeg tevens autoriteit in de rechtspraak. Hiermee werd Hugo van Salins een vorst in het Heilige Roomse Rijk, een kerkvorst en rijksbisschop, wat later prins-aartsbisschop van Besançon genoemd werd. Als rijksbisschop had hij recht op een hofhouding met hofmaarschalk, secretarissen en archivarissen.
In zijn stad, Besançon, bouwde hij de Sint-Stefaanskerk op de Mont Saint-Etienne in de bovenstad, uit. Hij gebruikte hiervoor de bouwplannen van zijn voorganger, Gauthier van Besançon. Hij zorgde voor fondsen om niet alleen de kerk te vergroten maar ook om er een kapittel met niet minder dan 50 kanunniken op te richten. De kerk kreeg ook talrijke geestelijken met lagere wijdingen. Hij verhief de Sint-Stefaanskerk tot tweede kathedraal van Besançon (1032); de eerste was de Saint-Jean kathedraal in de benedenstad. Hij hervormde de verkiezing tot aartsbisschop. De gezamenlijk uitverkiezing door kapittel van Saint-Jean en het volk werd afgeschaft; enkel verkiezing door het kapittel van Saint-Jean mocht nog. Het nieuwe kapittel van de nieuwe Sint-Stefaanskathedraal roerde zich om ook mee te kunnen kiezen, doch dit lukte niet onder het bestuur van Hugo van Salins. Hugo hechtte belang aan de relikwieën in de kathedraal van de bovenstad: een bot van de heilige Agapitus van Palestrina, twee wervels van de heilige Vincentius en een armbot van de heilige Stefanus. Hiermee ontstond er een volkstoeloop naar de bovenstad van Besançon. Hugo schonk aan deze kathedraal verder landerijen, geld, vazen en liturgische boeken. 7 van de 50 kanunniken kregen een eigen zijaltaar en noemden zichzelf kardinaal (zij hadden evenwel géén titelkerk in Rome). In 1048 wijdde paus Leo IX de grote Sint-Stefaanskathedraal plechtig in.
Hugo richtte nog een derde en een vierde kapittel op in kerken van Besançon. Het ging om de kerk van Saint-Laurent en van Sainte-Madeleine; beide lagen aan de overzijde van de rivier Doubs. Hij bouwde daarnaast de kerken van Sint-Quinten en de abdijkerk van Saint Paul in Besançon. Deze laatste kerk hadden de Hunnen in de zevende eeuw verwoest. In 1062 bracht een legaat van paus Alexander II een bezoek aan Besançon: deze was onder de indruk van de bouwijver van de aartsbisschop.
Verder in zijn aartsbisdom reorganiseerde hij de liturgische vieringen. Hiertoe kregen de kerken nieuwe getijdenboeken en kostbare gebruiksvoorwerpen. In Salins, waar zijn familie woonde, richtte aartsbisschop Hugo nog een kapittel op. Hugo nam deel aan meerdere concilies in het Heilige Roomse Rijk, en had, daarnaast contacten met bisschoppen in het buurland Frankrijk.

### Pauselijk diplomaat

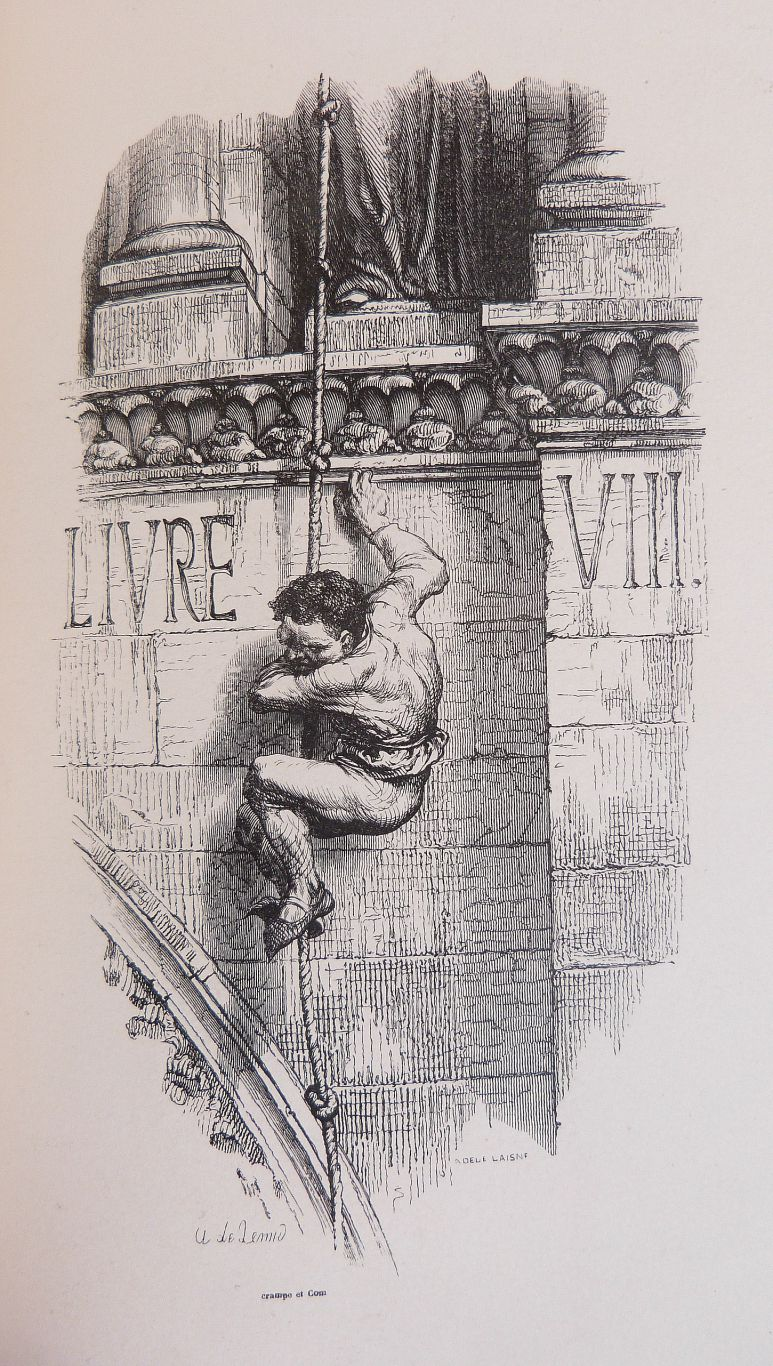
Quasimodo als klokkenluider van de Notre-Dame in Parijs

Naar het einde van zijn leven verminderden de politieke activiteiten die hij had in dienst van de keizer. Dit had te maken met de regering van de minderjarige keizer Hendrik IV en de opkomst van de machtige graaf Willem I van Bourgondië, bijgenaamd Willem de Grote. Willem en andere edelen waren gekant tegen de te grote macht van de keizer en diens rijksbisschoppen. Meer nog, ook pausen verzetten zich tegen de kerkenpolitiek van de keizers Hendrik III en Hendrik IV. Hugo behield, ondanks alles, goede relaties met Rome. Hugo was gedurende een periode legaat van paus Nicolaas II. In deze diplomatieke functie vertegenwoordigde hij de paus bij de kroning van koning Filips I van Frankrijk in Reims (1058).
Hugo stierf in 1066. Zijn lichaam werd begraven in de abdijkerk van Saint Paul. De monniken beschreven hem als multorum bonorum largitor of schenker van vele goederen. Zijn hart werd begraven in de kerk van Sainte-Madeleine.

## Lange termijn
Aangezien Hugo van Salins de eerste prins-aartsbisschop van Besançon was, had zijn politieke invloed gevolgen op lange termijn:
- Leken namen het stadsbestuur later over van de geestelijkheid, wat leidde tot de rijksstad Besançon (15e eeuw).
- Aartsbisschoppen van Besançon hadden een zitje in de Rijksdag van het Heilige Roomse Rijk, ongeacht de heerser over Franche-Comté, tot het einde van het Heilige Roomse Rijk (begin 19e eeuw).

## Victor Hugo
Victor Hugo, een schrijver in het Frankrijk van de 19e eeuw, was afkomstig van Besançon. In zijn roman De klokkenluider van de Notre Dame (boek) dat de verhalen van Quasimodo bevat, gaf hij een kleine rol aan Hugo van Salins, aangezien deze voor hem een persoonlijkheid was in de geschiedenis van Besançon.
- Gemeinsame Normdatei: 119078589
- International Standard Name Identifier: 0000 0000 2451 9043
- Library of Congress Control Number: n81111305
- Système universitaire de documentation: 050562916
- Virtual International Authority File: 23468790